# 阿拉伯复兴社会主义

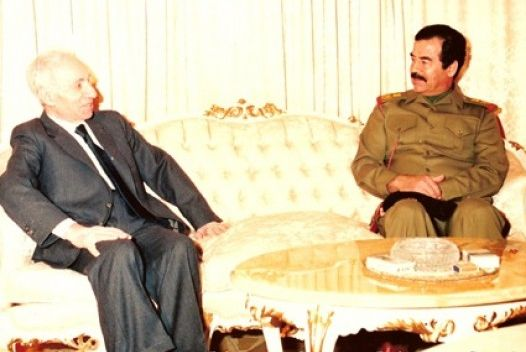
阿拉伯复兴社会主义的主要创始人米歇尔·阿弗拉克（左）與伊拉克前总统萨达姆·侯赛因（右）

阿拉伯复兴社会主义（阿拉伯语：‎），简称复兴主义，是一种阿拉伯民族主义意识形态，为阿拉伯复兴社会党的指导思想。

## 概述
阿拉伯复兴社会主义主张通过先锋队政党对社会主义革命政府的领导推动建立和发展统一的阿拉伯国家。该意识形态主要基于叙利亚知识分子米歇尔·阿弗拉克等人的理论。支持阿拉伯复兴社会主义的现代领导人包括伊拉克前总统萨达姆·侯赛因以及叙利亚前总统哈菲兹·阿萨德和巴沙尔·阿萨德。该意识形态号召“阿拉伯人的复兴”以及其文化、价值观和社会的复兴，提倡建立一党专政，无限期排斥政治多元主义。阿拉伯复兴社会主义以世俗主义、阿拉伯民族主义、泛阿拉伯主义和阿拉伯社会主义的原则为基础。与马克思主义者一样，阿拉伯复兴社会主义者认为宗教是传统精英压迫社会中弱势群体并维持其保守的社会秩序的工具。

## 新复兴主义
以色列历史学家阿夫拉罕·本-楚尔将1963年3月8日的叙利亚政变中上台的阿拉伯复兴社会党—叙利亚地区称为“新复兴党”，认为他们通过强调军事机构的优越性，超越了泛阿拉伯意识形态基础。这种意识形态的转变在1966年由包括萨拉赫·贾迪德和哈菲兹·阿萨德在內的激进军官领导的叙利亚政变继续，该政变使阿拉伯复兴社会党—叙利亚地区进一步转变为一个独立于复兴党民族指挥机构的军事化“新复兴党”组织。在这次暴力夺权后，大约有400人死亡，新复兴党的军事委员会清洗了旧式的传统复兴党领导人，包括米歇尔·阿弗拉克和萨拉丁·比塔尔。这次政变导致叙利亚复兴党和伊拉克复兴党的彻底决裂，许多叙利亚复兴党领导人投奔伊拉克。

### 阿萨德主义
阿萨德主义是一种基于哈菲兹·阿萨德在1970年叙利亚政变后推行的政策的新复兴主义意识形态。它将阿萨德家族在叙利亚政治中的领导地位神圣化，并以高度个人主义的方式构建阿萨德政权，建立一个以领袖为核心的政府。在这种社会政治体制下，叙利亚复兴党将阿萨德的智慧描绘为“超出普通公民理解范围”。通过这种被称作“复兴—阿萨德体系”的机制，叙利亚复兴党利用其对叙利亚政治、社会、经济、文化、教育和宗教领域的控制，在更广泛的社会领域中强制推行其新复兴主义意识形态，并维持阿萨德家族对权力的掌控。阿萨德的目标是通过建立一个“防政变”系统，消除派系间的争斗，从而巩固叙利亚复兴党为先锋队的阿拉伯复兴社会主义国家。他一掌权，就对武装部队、秘密警察、安全部队和官僚机构进行清洗，使其服从于叙利亚复兴党的指挥，通过安插忠于阿萨德的叙利亚复兴党精英来实现这一目标。